# Куэнкаме
Куэнкаме (исп. Cuencamé) — населённый пункт и муниципалитет в Мексике, входит в штат Дуранго. Население 9,8 тысяч человек.